# LATAM Express
LATAM Express (ex Transporte Aéreo S.A. y LAN Express) (IATA: LU, OACI: LXP) es la filial de la aerolínea LATAM Airlines que opera, en su mayoría, rutas nacionales y vuelos regionales, desde el Aeropuerto Internacional Arturo Merino Benítez en la comuna de Pudahuel, en Santiago de Chile, ciudad en donde tiene su base de operaciones.

## Historia
En 1958 esta aerolínea fue establecida como Ladeco (Línea Aérea del Cobre). Finalmente en agosto de 1995 fue adquirida por LAN Chile, autorizada por la Comisión Antimonopolios de Chile. Actualmente, LATAM Express es manejada por LATAM Chile en un 99.4%. Esta aerolínea chilena, en nuestros días, emplea a 1,900 trabajadores.
A partir de 2016 esta aerolínea opera como LATAM Chile tras concretarse finalmente la fusión de LAN Airlines y TAM Linhas Aereas.

## Destinos
LATAM Chile comparte las rutas nacionales en Chile con LATAM Airlines, operando a los siguientes destinos:

### Domésticos
Códigos de Vuelos LATAM Chile:
- LA-LXP20x - 21x - 22x CCP - SCIE Concepción
- LA-LXP23x ZCO - SCQP Temuco
- LA-LXP24x ZAL - SCVD Valdivia y ZOS - SCJO Osorno
- LA-LXP25x - 26x PMC - SCTE Puerto Montt
- LA-LXP27x BBA - SCBA Balmaceda
- LA-LXP28x - 29x PUQ - SCCI Punta Arenas
- LA-LXP30x LSC - SCSE La Serena
- LA-LXP31x CPO - SCAT Copiapó
- LA-LXP32x - 33x ANF - SCFA Antofagasta
- LA-LXP34x - 35x CJC - SCCF Calama
- LA-LXP36x - 37x IQQ - SCDA Iquique
- LA-LXP38x - 39x ARI - SCAR Arica

| Ciudad            | Código de Aeropuerto | Código de Aeropuerto | Nombre del aeropuerto                                       | Notas                             |
| Ciudad            | IATA                 | ICAO                 | Nombre del aeropuerto                                       | Notas                             |
| ----------------- | -------------------- | -------------------- | ----------------------------------------------------------- | --------------------------------- |
| Chile             |                      |                      |                                                             |                                   |
| Antofagasta       | ANF                  | SCFA                 | Aeropuerto Nacional Andrés Sabella Gálvez                   |                                   |
| Arica             | ARI                  | SCAR                 | Aeropuerto Internacional Chacalluta                         |                                   |
| Balmaceda         | BBA                  | SCBA                 | Aeropuerto Balmaceda                                        |                                   |
| Calama            | CJC                  | SCCF                 | Aeropuerto Internacional El Loa                             |                                   |
| Castro            | MHC                  | SCQP                 | Aeropuerto Mocopulli                                        |                                   |
| Concepción        | CCP                  | SCIE                 | Aeropuerto Internacional Carriel Sur                        |                                   |
| Copiapó           | CPO                  | SCAT                 | Aeropuerto Desierto de Atacama                              |                                   |
| Iquique           | IQQ                  | SCDA                 | Aeropuerto Internacional Diego Aracena                      |                                   |
| La Serena         | LSC                  | SCSE                 | Aeropuerto La Florida                                       |                                   |
| Osorno            | ZOS                  | SCJO                 | Aeropuerto Cañal Bajo Carlos Hott                           |                                   |
| Puerto Montt      | PMC                  | SCTE                 | Aeropuerto Internacional El Tepual                          |                                   |
| Puerto Natales    | PNT                  | SCNT                 | Aeropuerto Teniente Julio Gallardo                          | Solo durante temporada de verano. |
| Punta Arenas      | PUQ                  | SCCI                 | Aeropuerto Internacional Presidente Carlos Ibáñez del Campo |                                   |
| Santiago de Chile | SCL                  | SCEL                 | Aeropuerto Internacional Arturo Merino Benítez              | HUB                               |
| Temuco            | ZCO                  | SCQP                 | Aeropuerto Internacional La Araucanía                       |                                   |
| Valdivia          | ZAL                  | SCVD                 | Aeropuerto Pichoy                                           |                                   |

### Internacionales
- Actualmente el único vuelo internacional operado por LATAM Chile es el LXP 750 a Brasil, es un vuelo con destino Río de Janeiro con escala en São Paulo y es operado por un Boeing 767-300 ER. No obstante, LATAM Chile, además tiene autorización para efectuar vuelos a Buenos Aires Ezeiza.

El resto de los vuelos  internacionales originados en Santiago (short y long haul), son operados por LATAM Airlines. Esto muchas veces apoyado por tripulaciones y/o aeronaves de LATAM Chile, siendo el ejemplo más claro de esto, el servicio que prestan las tripulaciones de cabina (habilitadas en material A320 Fam), que apoyan a las operaciones de LATAM Airlines en sus vuelos de cabotaje y regionales.

## Flota

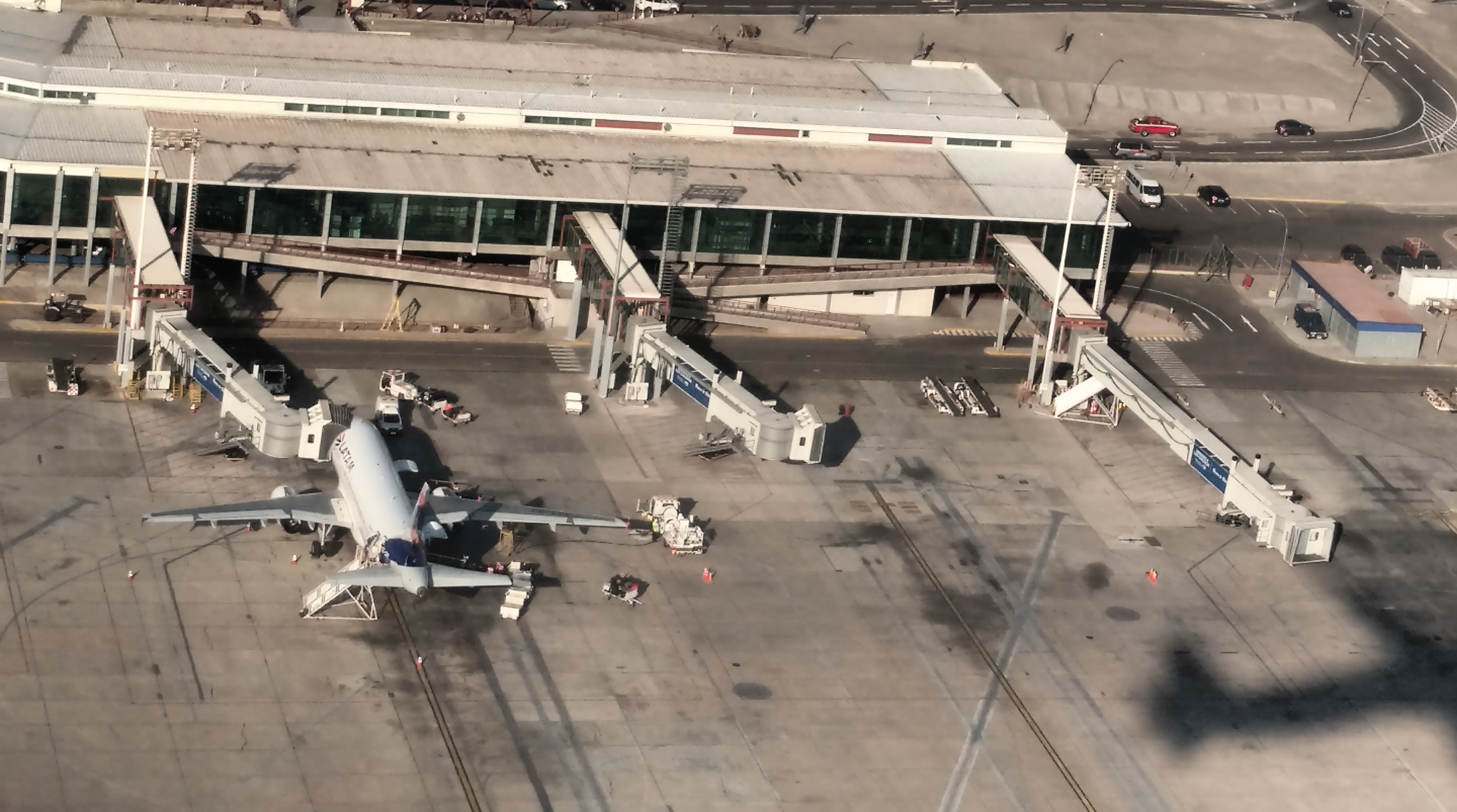
Avión de LATAM Airlines en el Aeropuerto Internacional Diego Aracena, Iquique visto desde el aire.

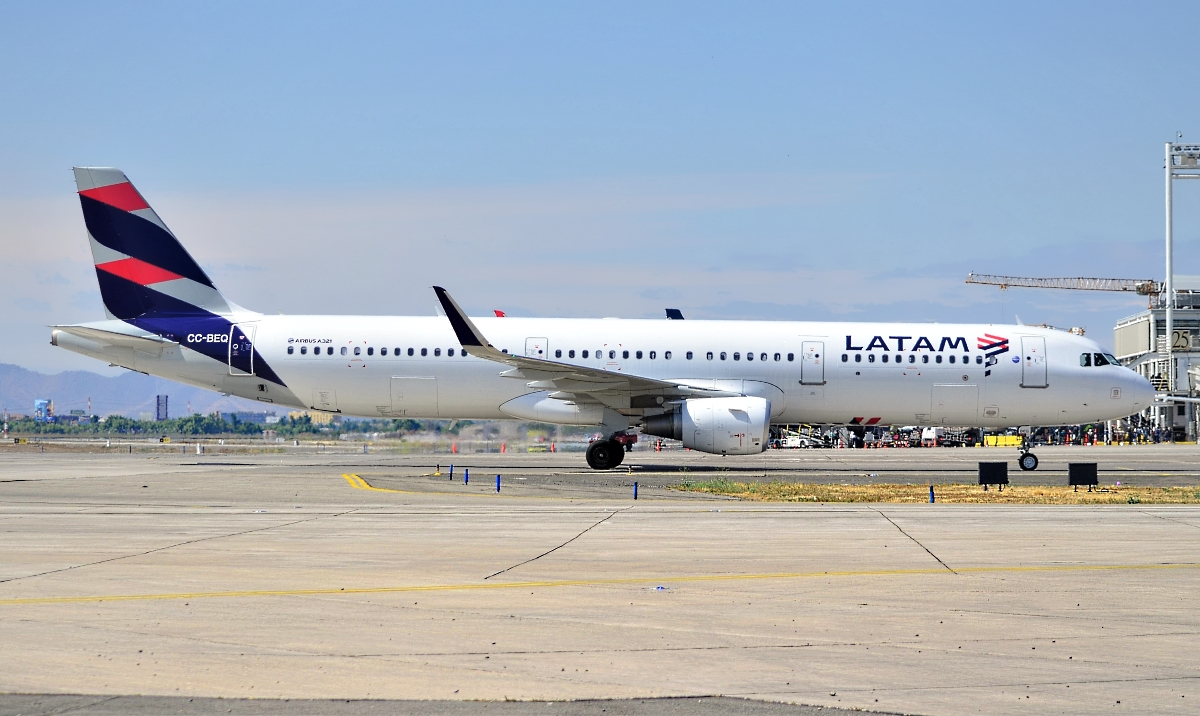
El Airbus A321 se ha convertido en el caballo de batalla de las rutas domésticas en Chile tras su arribo en 2014.

LATAM Chile cuenta con las siguientes aeronaves: